# Clover Bend
Clover Bend (titulada: Un pueblo tranquilo o Clover Bend: Un pueblo tranquilo en España) es una película estadounidense de drama de 2002, dirigida por Michael Vickerman, escrita por Kentucky Robinson y Charles Douglas Lemay, musicalizada por Steve London, en la fotografía estuvo John P. Tarver y los protagonistas son Robert Urich, David Keith y Barry Corbin, entre otros. El filme fue producido por World International Network (WIN) y se estrenó el 20 de marzo de 2002.

## Sinopsis
Bill es un policía que decide ir con su familia a acampar. Cuando paran a cargar combustible, unos delincuentes los abordan y tratan de agarrar a su esposa como rehén. En la brega, ella termina perdiendo la vida a causa de un disparo.